# Anges de la Kabbale
 (mars 2021).
Si vous disposez d'ouvrages ou d'articles de référence ou si vous connaissez des sites web de qualité traitant du thème abordé ici, merci de compléter l'article en donnant les références utiles à sa vérifiabilité et en les liant à la section « Notes et références ».
La Kabbale est une mystique juive.

## Classification des anges
Les Kabbalistes (voir Zohar, Exode, 43) proposent les groupes d'anges suivants :
1. Les Erelim avec Michaël pour chef,
2. Les Ishim avec Zephaniah pour chef,
3. Les Bene Elohim avec Hofniel pour chef,
4. Les Malakim avec Uriel pour chef,
5. Les Hashmalim avec Hashmal pour chef,
6. Les Tarshishim avec Tarshish pour chef,
7. Les Shinanim avec Zadkiel pour chef,
8. Les Cherubim avec Cherub pour chef,
9. Les Ophanim avec Raphaël pour chef,
10. Les Seraphim avec Iehoel pour chef.

Mais le Soda Raza propose, quant à lui, une répartition de 12 degrés d'anges répartis en sept cieux.
Dans le « Maseketh Atziluth », les dix rangs angéliques sont donnés selon l'ordre suivant :
1. Les Seraphim avec Shemuel ou Iehoel comme chef,
2. Les Ophanim avec Raphaël et Ophaniel comme chefs,
3. Les Cherubim avec Cherubiel comme chef,
4. Les Shinannim avec Zedekiel et Gabriel comme chefs,
5. Les Tarshishim avec Tarshish et Sabriel comme chefs,
6. Les Ishim avec Zaphaniel comme chef,
7. Les Hashmalim avec Hashmal comme un petit chef,
8. Les Malakim avec Uzziel comme chef,
9. Les Bene Elohim avec Hofniel comme chef,
10. Les Erelim avec Michaël comme chef.

Maïmonide, dans son « Yad ha-Hazakah, Yesode ha-Torah » parle de 10 rangs d'anges :
1. Les Hayyoth
2. Les Ophanim
3. Les Erelim
4. Les Hashmalim
5. Les Seraphim
6. Les Malakim
7. Les Elohim
8. Les Bene Elohim
9. Les Cherubim
10. Les Ishim

## Noms des anges

### Hayoth ha qodesh
Ce sont les Êtres de Sainteté, dirigés par l'archange Metatron.
Leur rôle est de préserver la vitalité de la création en laissant circuler le Souffle Divin. On ne peut s'en approcher qu'en état de parfait équilibre entre Amour et Unité.
Selon Ézéchiel, les Hayoth se tenaient à la rivière Kebar, et leur nombre était de 36.
1. Vehuiah
2. Yeliel
3. Sitael
4. Elemiah
5. Mahasiah
6. Lelahel
7. Achaiah
8. Cahetel

### Ophanim
Ce sont les Roues (qui tournent), dirigés par l'archange Raziel. Selon le lexique hébreu : אופן ‘owphan o-fawn’ ou אפן ‘ophan o-fawn’. Issu d'une racine inhabituelle signifiant « tourner » - 1) roue - 1a) roue de chariot - 1b) roue de la vision d'Ézéchiel.
1. Haziel
2. Aladiah
3. Lauviah
4. Hahaiah
5. Yezalel
6. Mebahel
7. Hariel
8. Hekamiah

### Aralim
Ce sont les Trônes, dirigés par l'archange Binael (ou Tsaphkiel).
1. Lauviah
2. Caliel
3. Leuviah
4. Pahaliah
5. Nelchael
6. Yeiayel
7. Melahel
8. Haheuiah

### Hashmalim
Ce sont les Étincelants ou les Dominations, dirigés par l'archange Tsadkiel.
Ce sont les exécutants des Cieux et ceux qui donnent les ordres. Ils décident ce qui doit être fait et accompli selon les buts cosmiques de Dieu.
Ce sont les H'asmalim (חשמלים) de la Kabbale qui sont attachés à la Sephirah 'Hessed. Ce nom est dérivé du Hashmal de la Vision d'Ezéchiel.
Ézékiel 1, 4-5 : « Je vis soudain un vent de tempête venant du nord qui poussait devant lui un énorme nuage sillonné d'éclairs. Ce nuage était entouré d'une clarté éblouissante. En son centre, il y avait l'éclat d'un métal (Hashmal) au milieu du feu.
En son milieu, je distinguais quelque chose qui ressemblait à quatre êtres vivants; par leur aspect, ils ressemblaient à des hommes ».
On les considère souvent comme des Hayyoth qui sont parfois silencieux (hash) et qui parfois parlent (mallel) : ils sont silencieux lorsque les mots sont émanés par Dieu et ils parlent lorsqu'Il cesse de parler.
1. Nith-Haiah
2. Haaiah
3. Yeratel
4. Seheiah
5. Reiyel
6. Omael
7. Lecabel
8. Vasariah

### Serafim
Ce sont les Séraphins dirigés par l'archange Kamaël.
Ce nom signifie « les brûlants » de שרפים : Êtres de feu, Êtres de lumière.
Ils sont associés à la prière et aux louanges car ils laissent passer vers les sphères supérieures les supplications et demandes pures.
Dans Isaïe (6:2-6), ils sont décrits dotés de six ailes : « 2. Des séraphins se tenaient au-dessus de lui ; ils avaient chacun six ailes : de deux ils se couvraient la face, et de deux ils se couvraient les pieds, et de deux ils volaient.
3. Et l’un criait à l’autre, et disait : Saint, saint, saint, est l’Éternel des armées ; toute la terre est pleine de sa gloire ! »
Dans le lexique hébreu : 08314 שרף saraph saw-rawf’ 1) serpent, serpent de feu - 1a) serpent venimeux. - 2) seraph, seraphim
Ils sont attachés à la Sephirah Guebourah.
1. Yehuyah
2. Lehahiah
3. Khavaquiah
4. Menadel
5. Aniel
6. Haamiah
7. Rehael
8. Yeiazel

### Malakim
Ce sont les Vertus ou les Rois, dirigés par le grand archange Mikhaël. מאלכים. Ce sont les Messagers ou les Rois.
Ce sont eux qui appliquent la puissance de Dieu sur terre afin d'y concrétiser les miracles de Dieu. Ils coopèrent avec les Puissances afin d'exécuter les lois de l'univers et de les faire appliquer au sein de l'univers.
Ce sont les Malakim de la Kabbale et ils sont attachés à la Sephira Tiphereth.
1. Hahael
2. Mikael
3. Veuliah
4. Yelaiah
5. Sehaliah
6. Ariel
7. Asaliah
8. Mihael

À noter que pour les anges Malachim et Serafim, l'occultiste de la Renaissance Cornelius Agrippa a écrit deux alphabets magiques portant respectivement leur nom.

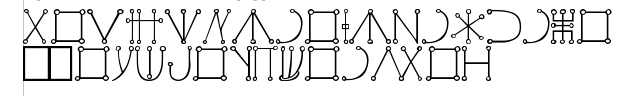
Alphabet Malachim.

### Elohim-Malkhi
Ce sont les Messagers, dirigés par l'archange Haniel.
1. Vehuel
2. Daniel
3. Hahasiah
4. Imamiah
5. Nanael
6. Nithael
7. Mebahiah
8. Poyel

### Beni Elohim
Ce sont les Fils d'Elohim, ou les alchimistes, les guérisseurs, dirigés par l'archange Raphaël. בני אלהים, ils participent au processus de Guilgoul, « réincarnation ».
1. Nemamiah
2. Yeyalel
3. Harael
4. Mitzrael
5. Umabel
6. Iah-Hel
7. Anauel
8. Mehiel

### Keroubīm
Ce sont les Anges (c'est leur titre véritable : Ange, ou encore chérubin), les Forts, dirigés par l'archange Gabriel. Dans les Écritures, ce sont les êtres angéliques représentés sur l'Arche d'alliance et qui signifient la Présence de Dieu.
Psaumes (18:10) : « Il était monté sur un chérubin, et volait, et il planait sur les ailes du vent ».
Dans le lexique hébreu : 03742 כרוב ker-oob’ - 1) cherub, cherubim (pl) - 1a) être angélique - 1a1) gardien d'Éden - 1a4) Chariot de Dieu.
Genèse 3:24 : « il chassa l’homme, et plaça à l’orient du jardin d’Éden les chérubins et la lame de l’épée qui tournait çà et là, pour garder le chemin de l’arbre de vie ».
Exode (25:18 - 21) : « 18 Et tu feras deux chérubins d’or ; tu les feras d’or battu, aux deux bouts du propitiatoire.
19 Fais un chérubin au bout de deçà, et un chérubin au bout de delà : vous ferez les chérubins tirés du propitiatoire, à ses deux bouts.
20 Et les chérubins étendront les ailes en haut, couvrant de leurs ailes le propitiatoire, et leurs faces seront l’une vis-à-vis de l’autre ; les faces des chérubins seront tournées vers le propitiatoire.
21 Et tu mettras le propitiatoire sur l’arche, par-dessus, et tu mettras dans l’arche le témoignage que je te donnerai ».
On les représente souvent avec une multitude d'yeux afin de symboliser leur grand savoir car ils sont les gardiens des archives de Dieu. Ils sont aides à la justice divine.
1. Damabiah
2. Manakel
3. Eiaël
4. Habuhiah
5. Rochel
6. Yabamiah
7. Haiaiel
8. Mumiah

### Ishim
Ce sont les hommes surnaturels. Ce dernier ordre a été banni lors d'un concile œcuménique par l'Église catholique romaine, qui déclara hérétique toute personne y croyant. Dans la Kabbale ils représentent les anges attachés à Malkhuth.